# 劉魁 (成化進士)
劉魁（1436年—？），字士元，山東承宣布政使司東昌府高唐州（今山東省高唐縣）人，明朝政治人物、同進士出身。

## 生平
山東鄉試第十六名，成化二年，登丙戌科進士，授贛榆縣知縣。成化十一年，試監察御史，次年實授為陝西道監察御史。成化二十二年，授湖廣黃梅縣縣丞。

## 家族
曾祖劉章甫。祖父劉景文。父劉以純。母竇氏。具庆下。娶张氏。子劉孝，弘治乙丑進士。